# Attar de Nixapur
Abu Hamide ibne Abubacar Ibraim (c. 1145 - c. 1221; em persa: ابو حامد بن ابوبکر ابراهیم; romaniz.: Abū Hamid bin Abu Bakr Ibrāhīm), mais conhecido por seus pseudônimos Faridudin, Faridadin ou Farid al Din (فرید الدین Farīd ud-Dīn) e Attar (عطار, ʿAṭṭār significa boticário), foi um poeta persa, teórico do sufismo e hagiógrafo de Nixapur, que teve uma influência imensa e duradoura na poesia e no sufismo persas. Manṭiq-uṭ-Ṭayr [A Conferência dos Pássaros] e Ilāhī-Nāma [O Livro do Divino] estão entre suas obras mais famosas.

## Biografia
Informações sobre a vida de Attar são raras e escassas. É mencionado por apenas dois de seus contemporâneos, Aufi e Tuci. No entanto, todas as fontes confirmam que era de Nixapur, uma grande cidade medieval de Coração (agora localizada no nordeste do Irã) e, de acordo com Aufi, era um poeta do período seljúcida.Predefinição:Carefe de fontes
Segundo Reinert: Parece que não era bem conhecido como poeta em sua vida, exceto em sua cidade natal, e sua grandeza como místico, poeta e mestre de narrativa não foi descoberta até o século XV. Ao mesmo tempo, o místico persa poeta Rumi mencionou: "Attar era o espírito. E Sanai seus dois olhos. Viemos ao reino da verdade atrás de Attar e Sinai. Seguimo-los" e menciona em outro poema:
Attar viajou por todas as sete cidades do amor
Enquanto eu estou apenas na curva do primeiro beco.
`Attar provavelmente era filho de um químico próspero, recebendo uma excelente educação em vários campos. Embora seus trabalhos digam pouco mais sobre sua vida, mostram que praticou a profissão de farmácia e atendeu pessoalmente um grande número de clientes. As pessoas que ajudava na farmácia costumavam confiar seus problemas a `Attar e isso o afetou profundamente. Posteriormente, abandonou sua loja de farmácias e viajou muito - para Bagdá, Baçorá, Cufa, Meca, Medina, Damasco, Corásmia, Turquistão e Índia, encontrando-se com os xeiques sufis - e voltou promovendo as ideias sufistas. Attar era um muçulmano sunita.
Desde a infância, Attar, incentivado por seu pai, interessou-se pelos sufis, seus ditos e modo de vida, e considerou seus santos como seus guias espirituais. Aos 78 anos de idade, Attar morreu violentamente no massacre que os mongóis infligiram a Nixapur em abril de 1221. Hoje, seu mausoléu está localizado em Nixapur. Foi construído por Alicher Navoi no século XVI e, posteriormente, passou por uma reforma total durante o governo de Reza Xá em 1940.

## Ensinamentos

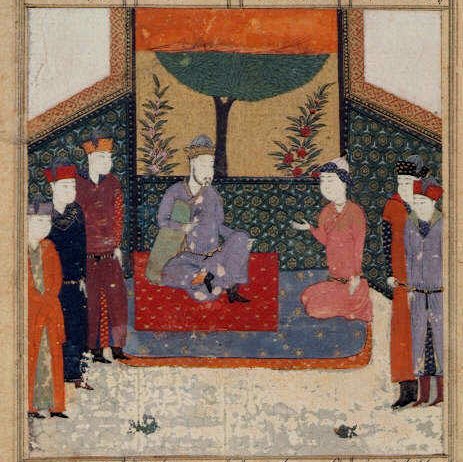
Aiaz ajoelhado diante do sultão Mamude de Gásni. Uma iluminura feita no ano de 1472 é usada para ilustrar os seis poemas de Attar

Os pensamentos descritos nas obras de Attar refletem toda a evolução do movimento sufi. O ponto de partida é a ideia de que a libertação esperada da alma ligada ao corpo e o retorno à sua fonte no outro mundo podem ser experimentados durante a vida presente em união mística alcançável através da purificação interior. Ao explicar seus pensamentos, Attar usa material não apenas de fontes sufi específicas, mas também de antigos legados ascéticos. Embora seus heróis sejam em sua maioria sufis e ascéticos, também apresenta contos de crônicas históricas, coleções de anedotas e todos os tipos de literatura altamente estimada. Seu talento para a percepção de significados mais profundos por trás das aparências externas permite transformar detalhes da vida cotidiana em ilustrações de seus pensamentos. A idiossincrasia das apresentações de Attar invalida seus trabalhos como fontes para o estudo das pessoas históricas que apresenta. Como fontes sobre a hagiologia e fenomenologia do sufismo, no entanto, suas obras têm um imenso valor.
A julgar pelos escritos de Attar, abordou a herança aristotélica disponível com ceticismo e aversão. Não parecia querer revelar os segredos da natureza. Isso é particularmente notável no caso da medicina, que se enquadrava bem no escopo de sua experiência profissional como farmacêutico. Obviamente, não tinha motivos para compartilhar seu conhecimento especializado da maneira habitual entre os panegiristas da corte, cujo tipo de poesia desprezava e nunca praticava. Tal conhecimento só é trazido para seus trabalhos em contextos em que o tema de uma história toca em um ramo das ciências naturais.

## Poesia
Segundo Edward G. Browne, Attar, assim como Rumi e Sanai, eram sunitas como evidente pelo fato de que suas poesias abundam de elogio pelos dois primeiros califas Abacar e Omar - que são detestados pelo misticismo xiita. De acordo com Annemarie Schimmel, a tendência entre os autores xiitas de incluir importantes poetas místicos como Rumi e Attar entre suas próprias fileiras tornou-se mais forte após a introdução de xiismo duodecimano como religião do estado no Império Safávida em 1501.
Nas introduções de Mukhtār-Nāma (مختارنامه) e Khusraw-Nāma (خسرونامه), Attar lista os títulos de outras produções de sua pena:
- Divã (دیوان)
- Asrār-Nāma (اسرارنامه)

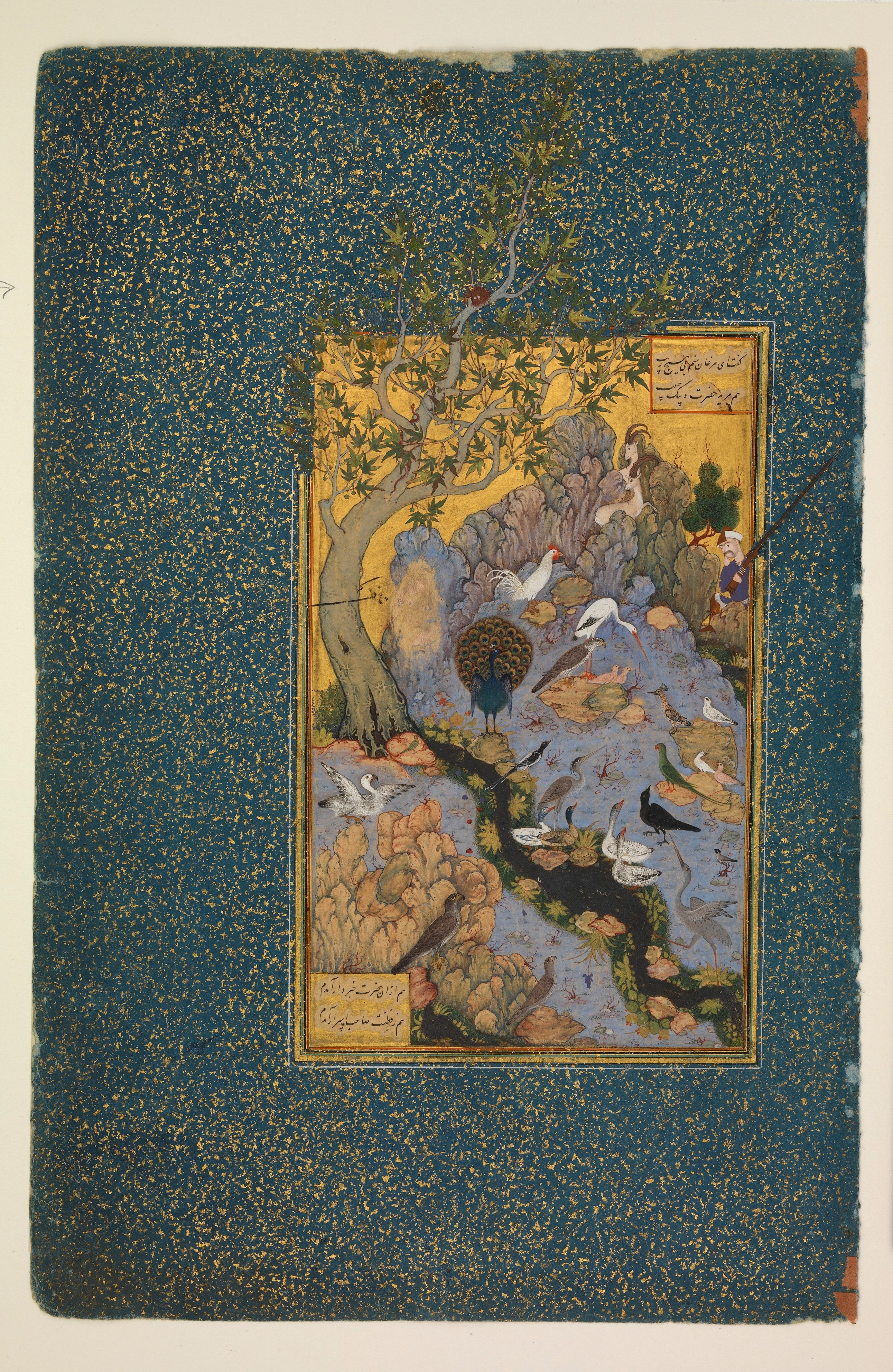
Manṭiq-uṭ-Ṭayr

- Manṭiq-uṭ-Ṭayr (منطق الطیر), também conhecido como Maqāmāt-uṭ-Ṭuyūr (مقامات الطیور)
- Muṣībat-Nāma (مصیبت‌نامه)
- Ilāhī-Nāma (الهی‌نامه)
- Jawāhir-Nāma (جواهرنامه)
- Šarḥ al-Qalb[20] (شرح القلب)

Também afirma, na introdução do Mukhtār-Nāma, que destruiu o Jawāhir-Nāma e o Šarḥ al-Qalb com sua própria mão.
Embora as fontes contemporâneas confirmem apenas a autoria de Attar do Divã e do Manṭiq-uṭ-Ṭayr, não há motivos para duvidar da autenticidade do Mukhtār-Nāma e Khusraw-Nāma e de seus prefácios. Falta uma obra nessas listas, a saber, o Tazkirat al-Awliya, que provavelmente foi omitido por ser um trabalho em prosa; sua atribuição a Attar dificilmente pode ser questionada. Em sua introdução, Attar menciona três outras obras dele, incluindo uma intitulada Šarḥ al-Qalb, presumivelmente a mesma que destruiu. A natureza das outras duas, intituladas Kašf al-Asrār (کشف الاسرار) e Maʿrifat al-Nafs (معرفت النفس), permanece desconhecida.

### Manṭiq-uṭ-Ṭayr
No poema, os pássaros do mundo se reúnem para decidir quem deve ser seu soberano, já que não têm um. A poupa, o mais sábio de todos, sugere que encontrem o lendário Simurgue. A poupa conduz os pássaros, cada um dos quais representa uma falha humana que impede a espécie humana de atingir a iluminação.
A poupa diz aos pássaros que precisam atravessar sete vales para alcançar a morada de Simurgue. Esses vales são os seguintes:
1 Vale da Busca, onde o Viajante se inicia deixando de lado todo dogma, crença e descrença.
2) Vale do Amor, onde a razão é abandonada por amor.
3) Vale do Conhecimento, onde o conhecimento mundano se torna totalmente inútil.
4) Vale do Desapego, onde todos os desejos e apegos ao mundo são abandonados. Aqui, o que se supõe ser "realidade" desaparece.
5) Vale da Unidade, onde o Viajante percebe que tudo está conectado e que o Amado está além de tudo, incluindo harmonia, multiplicidade e eternidade.
6 O Vale das Maravilhas, onde, fascinado pela beleza do Amado, o Viajante fica perplexo e, mergulhado em admiração, descobre que nunca conheceu ou entendeu nada.
7) Vale da Pobreza e Aniquilação, onde o eu desaparece no universo e o Viajante se torna atemporal, existindo no passado e no futuro.
Sholeh Wolpé escreve: "Quando os pássaros ouvem a descrição desses vales, inclinam a cabeça em pesar; alguns até morrem de medo naquele momento e ali. Mas, apesar de suas apreensões, começam a grande jornada. No caminho, muitos morrem de sede, calor ou doença, enquanto outros são vítimas de feras, pânico e violência. Finalmente, apenas trinta pássaros chegam à morada de Simurgue. No final, os pássaros aprendem que são o Simurgue; o nome "Simurgue" em persa significa trinta (si) pássaros (morgh). Acabam entendendo que a majestade daquele Amado é como o sol que pode ser visto refletido no espelho. No entanto, quem olha para esse espelho também verá sua própria imagem.":17-18
Se Simurgue revelar seu rosto para ti, encontrarás
que todos os pássaros, sejam trinta ou quarenta ou mais,
são apenas as sombras projetadas por essa revelação.
Que sombra é separada do seu criador?
Vês?
A sombra e seu criador são a mesma coisa,
então supera superfícies e mergulha em mistérios.
O uso magistral do simbolismo de Attar é um componente essencial e determinante do poema. Essa manipulação hábil de simbolismos e alusões pode ser vista refletida nestas linhas:
Foi na China, madrugada de uma noite sem lua, o Simurgue apareceu pela primeira vez à vista mortal - Além do uso simbólico do Simurgue, a alusão à China também é muito significativa. De acordo com Idries Shah, a China usada aqui não é a China geográfica, mas o símbolo da experiência mística, como inferido pelo Hadith (declarado fraco por ibne Adi, mas ainda usado simbolicamente por alguns sufis): "Busque conhecimento; mesmo que até a China". Há muitos outros exemplos de símbolos e alusões sutis em todo o Mantiq. Dentro do contexto mais amplo da história da jornada dos pássaros, Attar magistralmente conta ao leitor muitas histórias didáticas curtas e doces em cativante estilo poético.

#### Galeria daConferência dos Pássaros
Coleção no Metropolitan Museum of Art, Nova York. Fólio de um manuscrito ilustrado datado de c. 1600. Pinturas de Habiballah de Sava (ativo c. 1590-1610), em tinta, aquarela opaca, ouro e prata em papel, dimensões 25,4 x 11,4 cm. 

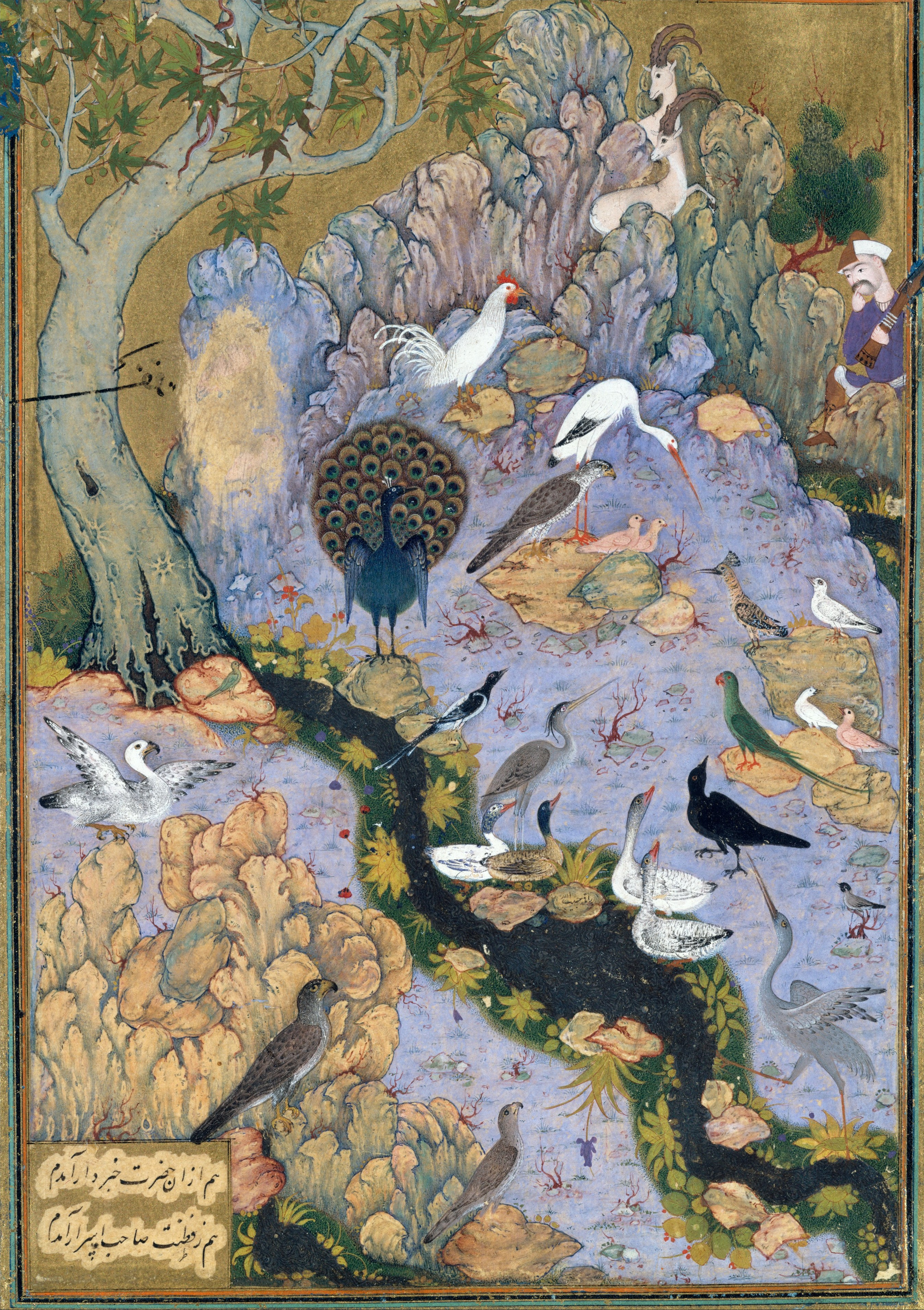
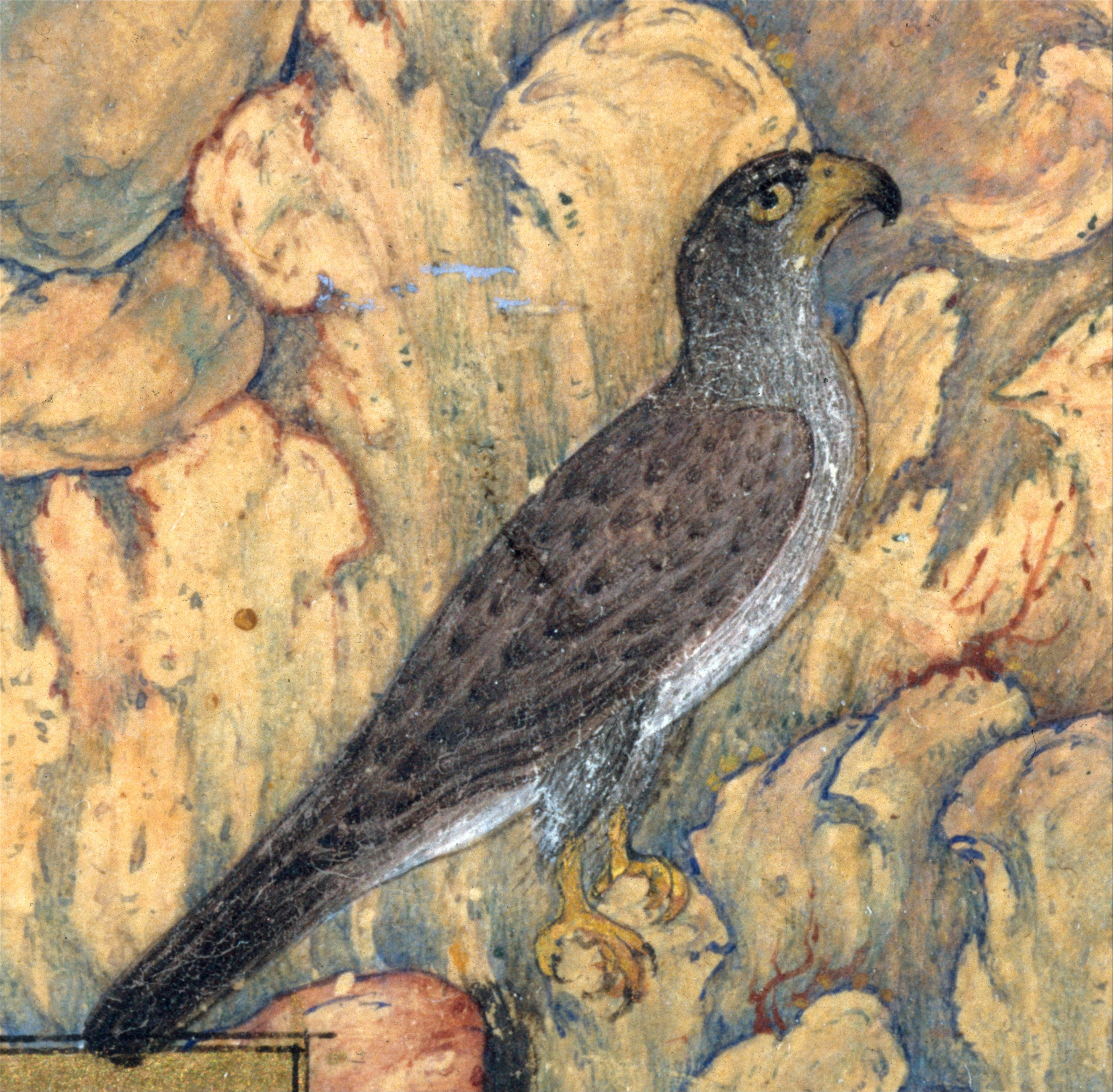
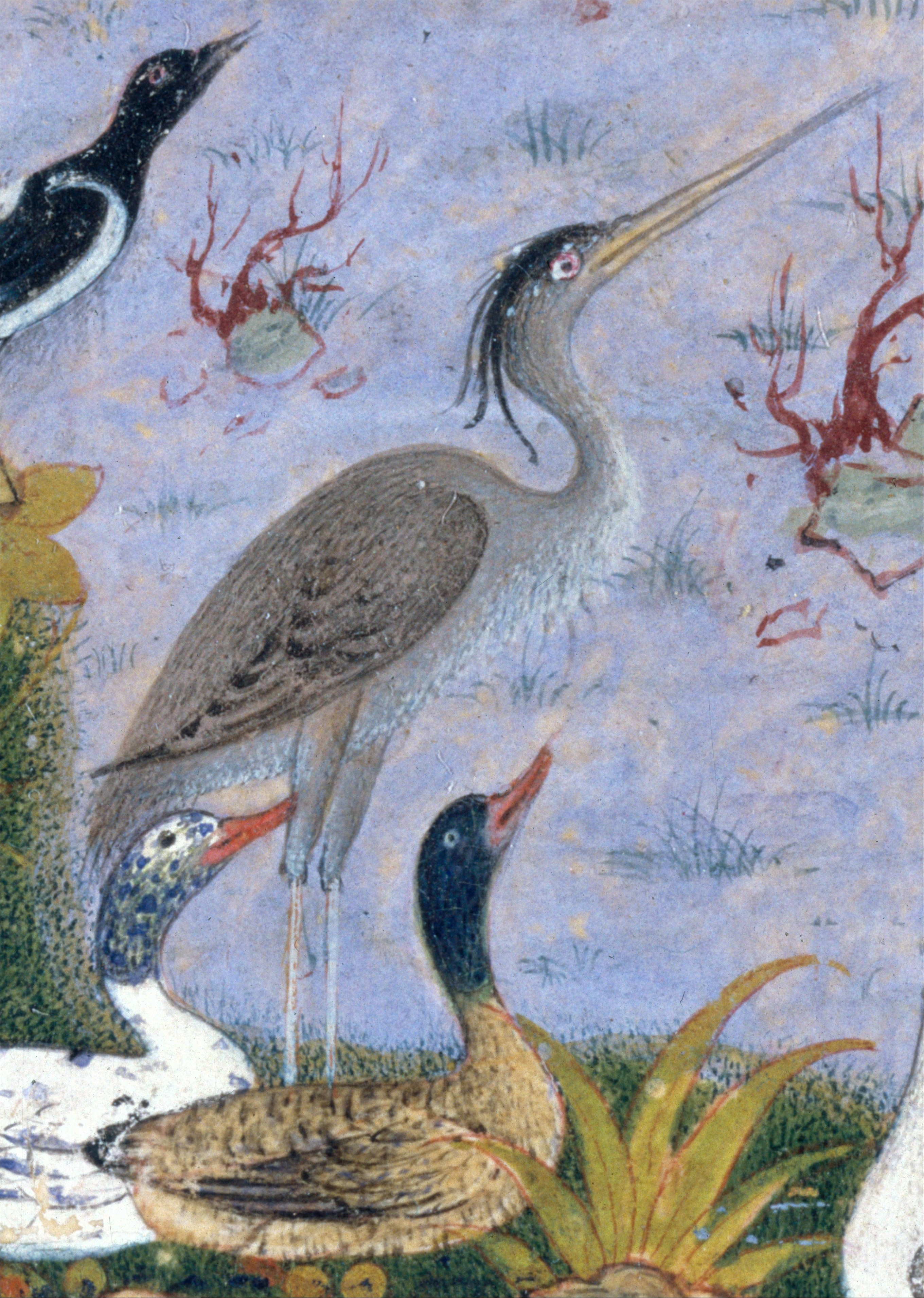
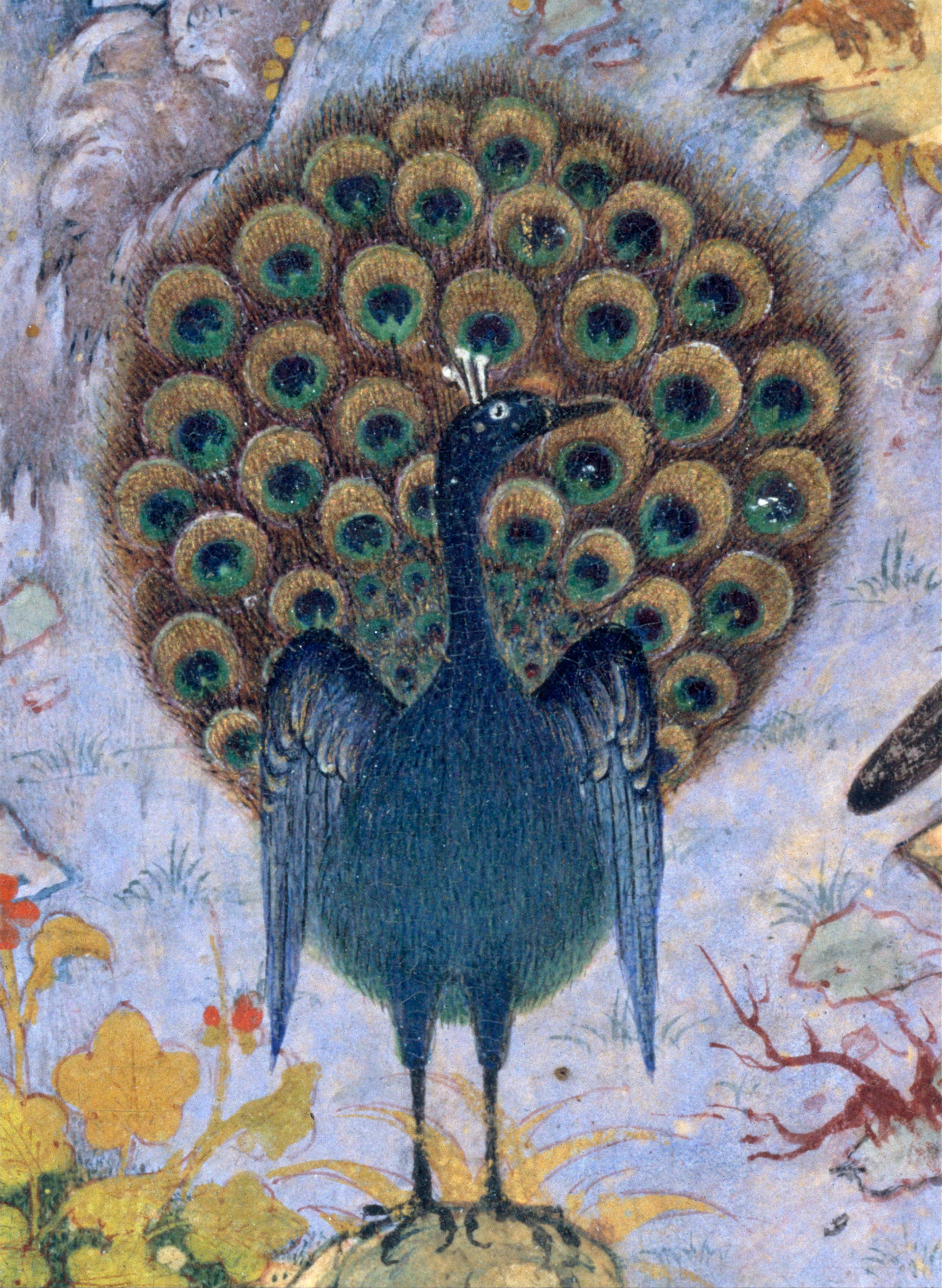

### Tadhkirat-ul-Awliyā
O Tadhkirat-ul-Awliyā, uma coleção hagiográfica de santos e místicos muçulmanos, é a única obra em prosa conhecida de Attar. Escrito e compilado ao longo de grande parte de sua vida e publicado antes de sua morte, o relato convincente da execução do místico Almançor Alhalaje (Mansur al-Hallaj), que proferiu as palavras "Eu sou a verdade" em um estado de contemplação extática, é talvez o mais extrato bem conhecido do livro.

### Ilāhī-Nama
O Ilahi-Nama (em persa: الهی نامه) é outra obra poética famosa de Attar, composta por 6500 versos. Em termos de forma e conteúdo, há algumas semelhanças com o Parlamento das Aves. A história é sobre um rei que é confrontado com as demandas materialistas e mundanas de seus seis filhos. O rei tenta mostrar os desejos temporários e sem sentido de seus seis filhos, recontando-lhes um grande número de histórias espirituais. O primeiro filho pede a filha do rei das fadas (Pariyaan).

### Mukhtār-Nāma
Mukhtār-Nama (em persa: مختار نامه), uma coleção abrangente de quadras (em número de 2088). No Mokhtar-nama, é delineado um grupo coerente de assuntos místicos e religiosos (busca de união, senso de singularidade, distanciamento do mundo, aniquilação, espanto, dor, consciência da morte etc.) e um grupo igualmente rico de temas típicos da poesia lírica de inspiração erótica adotada pela literatura mística (o tormento do amor, a união impossível, a beleza do ente querido, estereótipos da história de amor como fraqueza, choro, separação).

### Divã

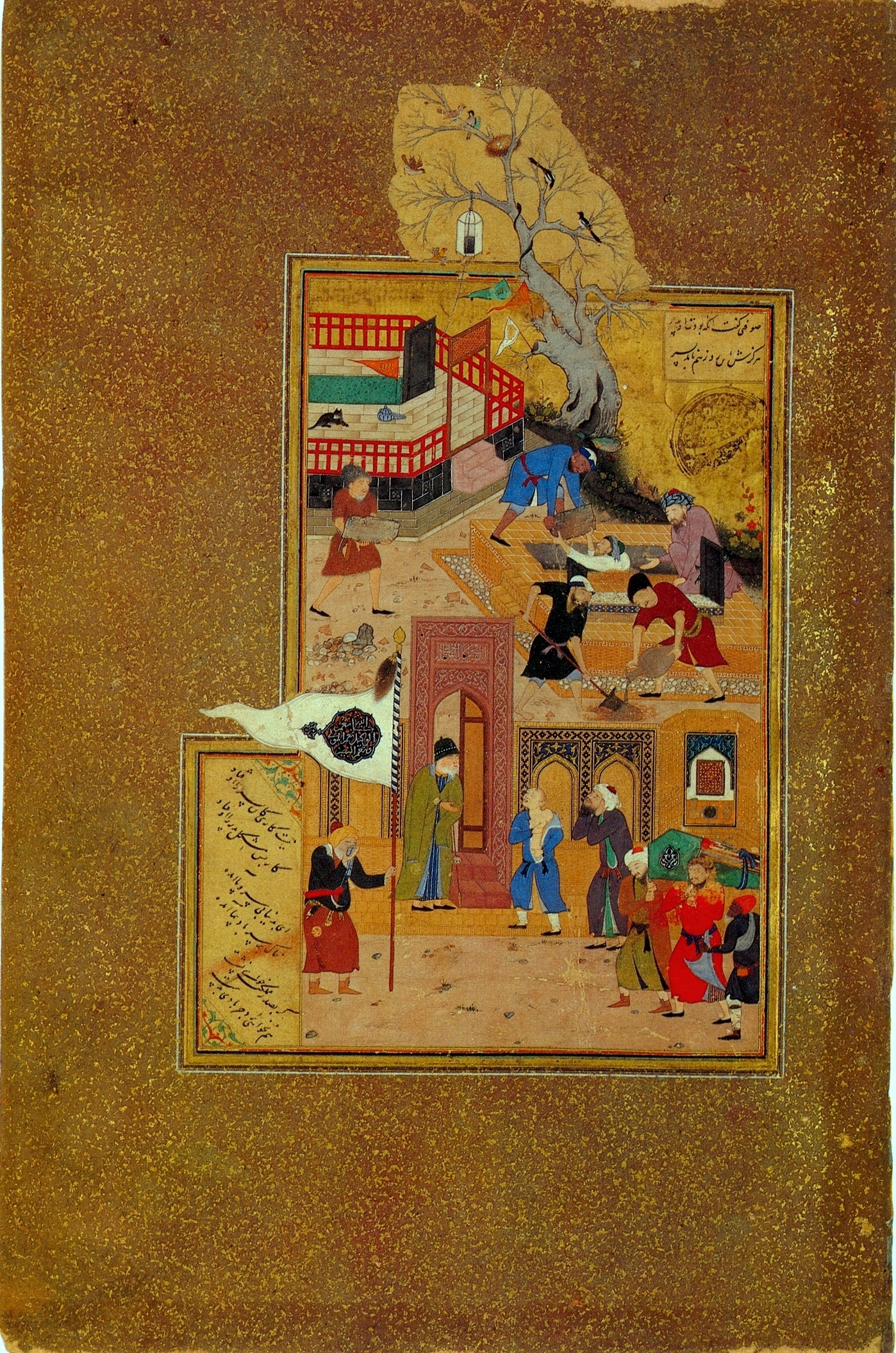
Pintura em miniatura de Bezade ilustrando o funeral do idoso Attar de Nixapur depois que foi mantido em cativeiro e morto por um invasor mongol

O Divã de Attar (em persa: دیوان عطار) consiste quase inteiramente de poemas na forma Gazel ("lírica"), quando colecionava seus Ruba'i ("quadras") em um trabalho separado chamado Mokhtar-nama. Existem também algumas cássidas ("Odes"), mas elas representam menos de um sétimo do Divã. Suas cássidas expõem temas místicos e éticos e preceitos morais. Às vezes são modelados segundo Sanai. Os Gazais geralmente parecem ser do seu vocabulário externo apenas canções de amor e vinho com predileção por imagens libertinas, mas geralmente implicam experiências espirituais na linguagem simbólica familiar do sufismo islâmico clássico. As líricas de Attar expressam as mesmas ideias que são elaboradas em seus épicos. Sua poesia lírica não difere significativamente da poesia narrativa, e o mesmo pode ser dito sobre a retórica e as imagens.

## Legado

### Influência em Rumi
Attar é um dos poetas místicos mais famosos do Irã. Suas obras foram a inspiração de Rumi e muitos outros poetas místicos. Attar, juntamente com Sanai, foram duas das maiores influências sobre Rumi em suas opiniões sufistas. Rumi mencionou os dois com a mais alta estima várias vezes em sua poesia.

### Como farmacêutico
Attar era um pseudônimo que adotou pela sua ocupação. `Attar significa herbalista, farmacêutico, perfumista ou alquimista, e durante sua vida na Pérsia, grande parte dos remédios e drogas eram baseados em ervas. Portanto, por profissão, era semelhante a um médico e farmacêutico da cidade moderna. 'Attar também significa óleo de rosa.

### Na cultura popular
Vários artistas musicais têm álbuns ou músicas que compartilham o nome de sua obra mais famosa, Conferência dos Pássaros, bem como os temas de iluminação nela contidos. Notavelmente, o álbum do baixista de jazz David Holland, que foi escrito como uma metáfora para sua própria iluminação e a Conferência dos Pássaros da banda Om, que trata de temas extremamente esotéricos, muitas vezes relacionados com metáforas de voo, visão interior, destruição do ego e unicidade com o cosmos.
O escritor argentino Jorge Luis Borges usou em um de seus contos, A Aproximação a Almotácime, um resumo da Conferência dos Pássaros como referência.
Em 1963, o compositor persa Hossein Dehlavi escreveu uma peça para voz e orquestra sobre o Forugh-e Eshgh de Attar. A peça recebeu sua primeira apresentação pela Saba Orchestra e do vocalista Khatereh Parvaneh na Televisão Nacional de Teerã. Em 1990, o cantor de ópera Hossein Sarshar também apresentou esta peça, cuja gravação está disponível.